# جيراردو كليمنت فيغا
جيراردو كليمنت فيغا (بالإسبانية: Gerardo Clemente Ricardo Vega García)‏ هو عسكري وسياسي مكسيكي، ولد في 28 مارس 1940 في مدينة بويبلا في المكسيك.